# Sede Teiman-gevangenenkamp
Het Sede Teiman-gevangenenkamp (Hebreeuws: מחנה שדה תימן; Arabisch: معتقل سدي تيمان) of kortweg Sede Teiman of Sde Teman (uitspraak: /saːˈdæː/ /teimán/), meestal getranslitereerd als Sde Teiman, is een beruchte Israëlische gevangenis voor Palestijnen op een legerbasis in de Negev in het zuiden van Israël, oostelijk van Gaza. Er is ook een veldhospitaal ingericht voor gewonde gevangenen. De basis is algemeen bekend onder de historische benaming "Yemen Field" (Jemen Veld); het Hebreeuwse woord teiman betekent letterlijk Jemen.
De basis werd vanaf 7 oktober 2023, het begin van de Gaza-oorlog van 2023-2025, omgebouwd tot gevangenenkamp voor grote aantallen overwegend mannelijke Palestijnen. Sindsdien zijn er vele berichten verschenen van systematische marteling, het overlijden van Palestijnen in gevangenschap en andere schendingen van mensenrechten. Israël beschouwt deze gevangenen als mogelijke terroristen en heeft de beschuldigingen over mistoestanden ontkend. Het overgrote deel van de gevangenen werd tijdens de oorlog weggevoerd uit Gaza. Israël heeft geen bewijzen geleverd dat zij daadwerkelijk hebben deelgenomen aan terroristische activiteiten.

## Achtergrond
Israël houdt al decennia lang permanent duizenden Palestijnse politieke gevangenen uit de Bezette Palestijnse gebieden vast in gevangenissen en detentiecentra op de Westoever en in Israël. Gewoonlijk worden zij beschuldigd van terrorisme, maar vaak worden zij jarenlang in administratieve detentie gevangen gehouden zonder aanklacht en zonder proces. De meesten worden na verloop van tijd weer vrijgelaten. Administratieve detentie wordt al sinds 1948 toegepast in Israël en sinds 1967 ook in de bezette gebieden. Een praktijk die is overgenomen van het voormalige Britse bestuur. Administratieve detentie als alternatief voor strafvervolging en de overbrenging vanuit bezet gebied naar gevangenissen in Israël is in strijd met het internationaal recht.  De praktijk van marteling in Israëlische gevangenissen vond al plaats vóór de bezetting van 1967.
Er zijn in de loop der tijd veel rapporten van organisaties verschenen met getuigenissen die berichten over erbarmelijke omstandigheden waaronder de gedetineerden worden vastgehouden en over marteling. De Israëlische mensenrechtenorganisatie B'Tselem publiceerde in augustus 2024 getuigenissen van 55 Palestijnse gevangenen uit 16 verschillende Israëlische gevangenissen en detentiecentra in het rapport Welcome to Hell, waarvan de ondertitel luidt: The Israeli Prison System as a Network of Torture Camps. Sinds 7 oktober 2023, het begin van de Gaza-oorlog van 2023-2025, was er een sterke toename van het aantal gevangenen, zowel van de Westoever als uit Gaza.
Na '7 oktober' verschenen berichten over zeer verslechterde omstandigheden in gevangenissen met Palestijnse gevangenen in het algemeen en in Sede Teiman in het bijzonder. Minister Itamar Ben-Gvir pochte op 2 juli 2024 via X dat hij de douchetijd van de gedetineerden drastisch had gereduceerd en een "minimaal menu" had geïntroduceerd. Om het probleem van de overvolle gevangenissen op te lossen pleitte hij voor het executeren van "de vele terroristen". Hij verbood zakgeld voor de gevangenen en het kopen van voedsel in de kantines, elektrische apparaten, onderlinge communicatie en het luchten. Er is tevens sprake van systematische marteling.
De Knesset nam in december 2023 een wetswijziging van de "Unlawful Combatants Law" (UCL) aan, die het leger machtigt mensen 45 dagen zonder arrestatiebevel gevangen te zetten, waarna zij naar het officiële gevangenissysteem IPS overgebracht moeten worden. De detentiekampen Sede Teiman, Anatot en de Ofer-gevangenis maken specifiek deel uit van de infrastructuur van de "Unlawful Combatants Law". De Israëlische Gevangenis Dienst ("Israel Prison System" of IPS) zei te werken volgens de wet, onder toezicht van een controleur van de staat. De IDF verwierp de aantijgingen van marteling en slechte behandeling en zei te handelen in overeenstemming met Israëlische en internationale wetten.

## Locatie en organisatie

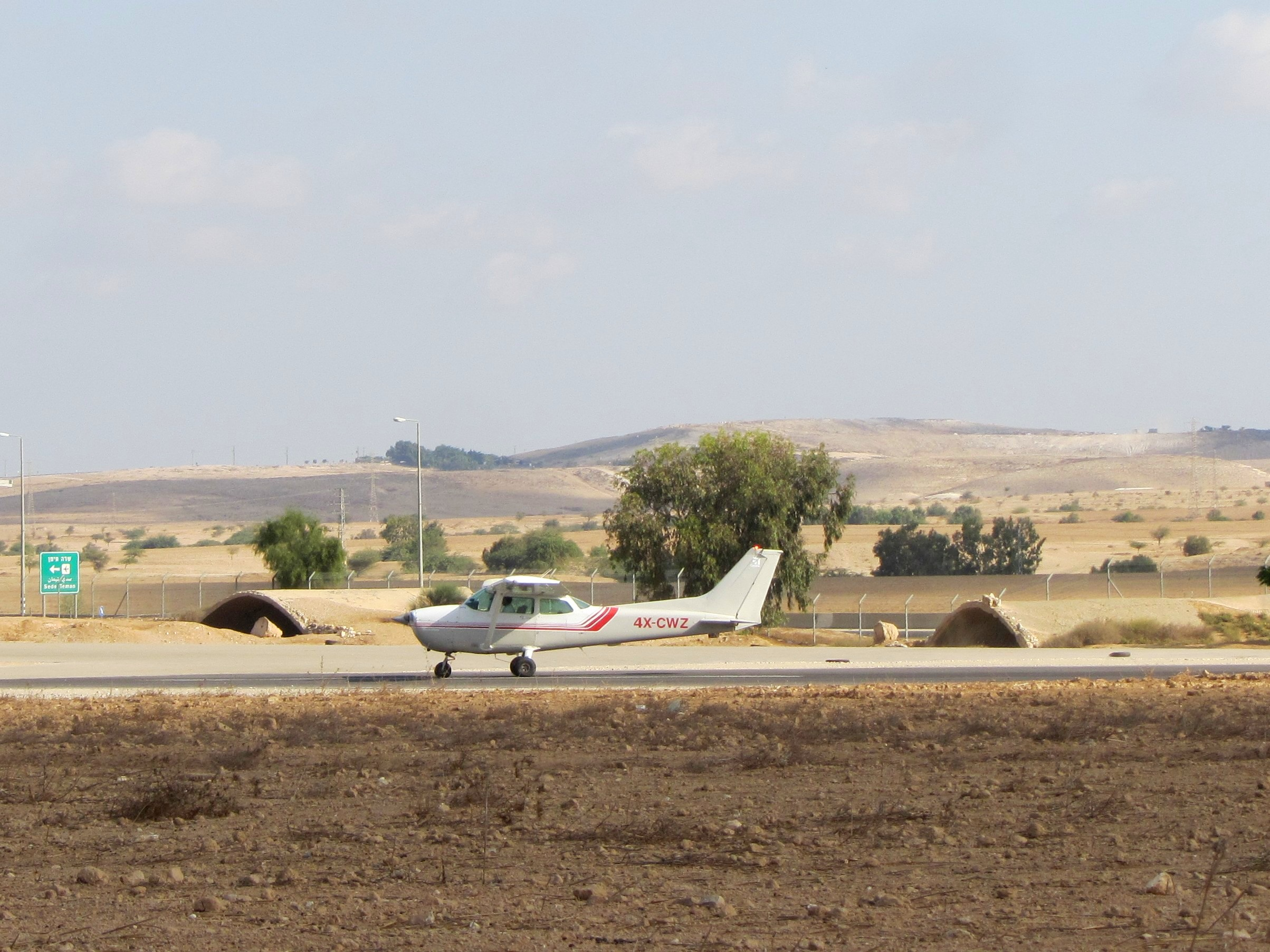
Het vliegveldje "Sde Teyman Airfield", vlak naast de basis

Het Sede Teiman-gevangenenkamp is gevestigd op de militaire basis "Sede Teiman" in de Negev in het zuiden van Israël, circa 30 km van de grens met Gaza en 5 km noordwestelijk van Beersheba. Naast de basis ligt een klein vliegveld, Sde  Teyman Airfield. Acht kilometer zuidwestelijk van het kamp ligt de Hatzerim luchtmachtbasis. Hoeveel gevangenen er worden vastgehouden is niet openbaar. 

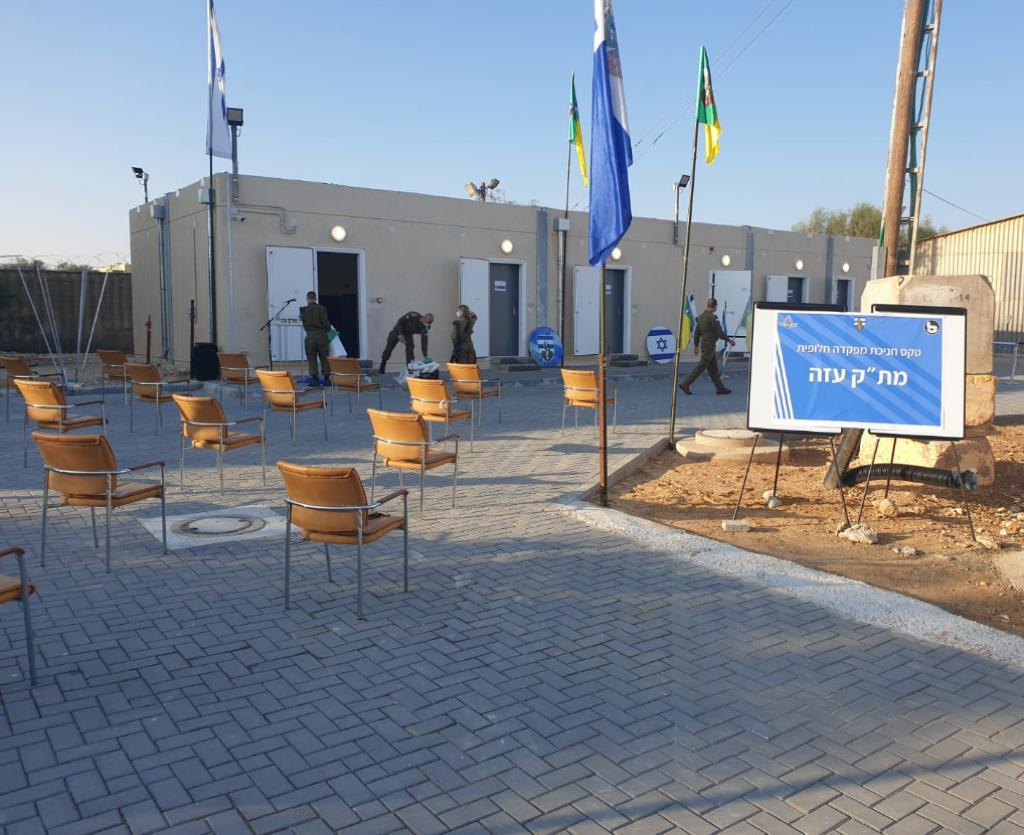
Officiële opening van het alternatieve coördinatie- en liaison-kantoor voor Gaza van de COGAT in 2021

Tijdens eerdere Gaza-oorlogen was de basis al op kleinere schaal in gebruik als tijdelijke gevangenis voor Gazanen, als  commandocentrum en als stalling voor militaire voertuigen. Er was ook al een bijkantoor van de militaire politie waar militaire detentiecentra werden gecoördineerd.
In februari 2021 werd door de toenmalige COGAT Kamil Abu Rukun op de Sede Teiman-basis een alternatief hoofdkwartier voor het Coördinatie- en Liaison-kantoor voor Gaza geopend. Bij noodtoestanden wordt direct contact verzekerd met de strijdkrachten en veiligheidsinstanties in het zuiden. Het reguliere hoofdkwartier van het coördinatie- en liaison-kantoor is gevestigd bij de Eretz grensovergang bij Noord-Gaza.
Na '7 oktober' werden drie militaire bases omgebouwd tot gevangeniskampen, waarvan Sede Teiman vermoedelijk de grootste is. De andere twee zijn gevestigd op bases op de Westoever: de beruchte Ofer-gevangenis en de Anatot-gevangenis. Anatot bevindt zich op een legerbasis noordelijk van bezet Oost-Jeruzalem. Sede Teiman werd specifiek bestemd voor de detentie van Gazanen.
Sinds '7 oktober' werd de infrastructuur van de Sede Teiman-basis sterk uitgebreid. In de eerste zes maanden tot mei 2024 werden er op het terrein meer dan 100 structuren bijgebouwd, waaronder grote tenten en hangars. Drie hangars werden omgebouwd tot barakken voor het huisvesten van gevangenen, elk goed voor zo'n 150 gedetineerden.,p.11 In tenten werd een veldhospitaal ingericht voor gewonde gevangenen. Het kantoor van de militaire politie werd ingericht als ondervragingscentrum van de Geheime Dienst Shin Bet. Er werd een officieel kantoor gevestigd voor de militaire politie en een aanzienlijk aantal officieren en soldaten gelegerd voor het onderzoeken en ondervragen van de gevangenen.,p.11 De legereenheid Force 100 (Koah 100) van de IDF is volgens de krant Haaretz verantwoordelijk voor de bewaking binnen Sede Teiman.
Uit satellietbeelden bleek niet dat de militaire bases Ofer en Anatot tussen '7 oktober' en mei 2024 werden uitgebreid.

### Gedeeltelijke sluiting
In december 2023 rapporteerden media dat gedetineerden het grootste deel van de dag geboeid en geblinddoekt zittend op de vloer op heel dunne matrassen tussen hekken werden vastgehouden. De IDF maakte daarop bekend dat er een onderzoekscommissie werd ingesteld.,para.64 Na verdere onthullingen van klokkenluiders en in getuigenissen van ex-gevangenen over marteling en andere mishandelingen eisten organisaties in april 2024 bij de militaire advocaat-generaal de onmiddellijke sluiting van de Sede Teiman-basis.
Na petities bij het Israëlische Hooggerechtshof (HCJ) begon Israël met het overbrengen van gedetineerden naar de Ofer-gevangenis. Israël zei dat gedetineerden voortaan alleen nog voor een korte periode van onderzoek op Sede Teiman zouden worden vastgehouden. In juni 2024  waren al zo'n 700 gevangenen verplaatst naar Ofer, met 500 nog over te brengen en van 200 de "status" te onderzoeken. In juli werden 140 gedetineerden overgebracht naar de Ketziot-gevangenis, ondergebracht in tenten. Daarna zouden er nog rond 40 gedetineerden overblijven. Op 18 september achtte het HCJ de sluiting niet meer nodig en beval de staat slechts zich voortaan aan de wet te houden.
Tot eind mei 2024 hadden er 4.000 Gazanen tot 3 maanden gevangen gezeten voor verhoor. Rond 70% van hen werden daarna naar andere gevangenisen overgebracht. De rest, minstens 1.200 mensen werd midden in de oorlog, zonder beschuldiging, excuus of compensatie naar Gaza teruggebracht. Er waren 35 gevangenen overleden.
Op 16 december 2024 deden de organisaties bij de militaire aanklager een vergelijkbaar verzoek tot sluiting van het Anatot-gevangenenkamp. Ze eisten dat de gevangenen zouden worden overgebracht naar reguliere gevangenissen.

## Martelingen
Hoewel er al sinds jaar en dag rapporten verschijnen over Israëlische martelgevangenissen in Israël en op de Westoever, waar Palestijnen – inclusief vrouwen en kinderen – systematisch worden gemarteld, is er sinds 7 oktober 2023 sprake van een enorme toename in het aantal gevallen en de gruwelijkheid van de martelingen. De Sede Teiman en Anatot-gevangenissen worden daarbij met name genoemd. Anatot is vergelijkbaar met Sede Teiman en speciaal voor vrouwelijke gedetineerden ingericht. Ook de Ofer-gevangenis is berucht om zijn erbarmelijke omstandigheden.
Na aankomst worden de gedetineerden gekleed in lichtgrijze gevangeniskleding. Ze krijgen nauwelijks medische behandeling, of deze wordt na enkele dagen gestaakt. Ze moeten de dag doorbrengen op de harde vloer in open kooiachtige barakken. Volgens een rapport van Addameer van januari 2025 moesten gevangenen van 's morgens 6 uur tot in de avond op matrasjes van 1 of 2 cm dik zitten met een enkele flinterdunne deken, die vaak vuil was en vol met kleine insekten. Omdat ze waren blootgesteld aan de bittere kou, moesten ze deze deken gebruiken, wat intense jeuk en huiduitslag gaf. Sommigen moesten tot wel drie maanden dezelfde kleding dragen, met maar een of twee keer per week een korte tijd om zich te wassen met onvoldoende zeep en handdoeken.,p.12
Een gelekte foto van Sede Teiman toont hoe de gevangenen gekleed in uniforme grijze trainingspakken en geblinddoekt worden vastgezet onder fel lamplicht achter hekken met prikkeldraad, met enkel flinterdunne matrasjes. De permanent aangebrachte plastic handboeien bij gedetineerden zaten soms zo strak, dat ledematen moesten worden geamputeerd. Het kwam ook voor dat een been moest worden geamputeerd als gevolg van marteling. Een Israëlische arts verklaarde, dat het amputeren van benen als gevolg van te strak boeien een "routine-ingreep" was. Tal van getuigenissen onthulden dat er in Sede Teiman onvoorstelbaar misbruik en marteling plaatsvond, waaronder het uitvoeren van operaties zonder verdoving, langdurig dwingen in pijnlijke houdingen te zitten, dagenlang geblinddoekt, zelfs tijdens medische behandelingen en gebruik van het toilet, het dragen van luiers en zware slagen.
Volgens drie Israëlische klokkenluiders die werkzaam waren in het complex, hing er in de gevangenis een pestilente stank van onbehandelde verwondingen, was het de gevangenen verboden met elkaar te spreken en mochten ze niet bewegen, maar moesten rechtop zitten en mochten niet onder hun blinddoek door kijken. Wie bijvoorbeeld het spreekverbod overtrad, moest voor straf een uur lang zijn armen boven zijn hoofd houden. Bij herhaling werd hij ernstig mishandeld. Een klokkenluider die er als wacht werkte zag eens een man terugkeren met gebroken tanden en botten. Een andere klokkenluider vertelde dat de gevangenen in het veldhospitaal naakt, met enkel luiers om aan het bed waren vastgebonden en werden gevoed door rietjes.
Journalisten van de New York Times, die in mei 2024 exclusief kort toegang kregen tot een deel van het complex, schreven dat de mannen in een hangar nog altijd in rijen geboeid en geblinddoekt achter hekken zaten en het was verboden om met elkaar te spreken, te staan of te slapen. Een verordening van het gezondheidsministerie verplicht de gewonden in het veldhospitaal te blinddoeken en aan het bed te boeien "om aanvallen op het medisch personeel te voorkomen". Er wordt onervaren medisch personeel met beperkte uitrusting ingezet en bij behandelingen onvoldoende pijnstillers gegeven.
In een ruimte, bijgenaamd "de disco", werden gevangenen gemarteld met keiharde Hebreeuwse muziek, waarbij ze wreed werden geschopt en geslagen en vaak ook met honden bedreigd. Hen werd matrassen en slaap onthouden en ze kregen nauwelijks te eten. De gevangenis wordt door hulporganisaties vergeleken met Gevangenenkamp Guantanamo Bay.

### Marteling met elektriciteit
Een ex-gedetineerde hoofdverpleger, Younis al-Hamlawi genaamd, getuigde dat hij op een elektrische stoel was gemarteld, waarna hij dagenlang niet meer kon urineren. Hij zei te zijn gedwongen tot het dragen van een luier. Ook de vrachtwagenchauffeur Ibrahim Shaheen vertelde dat hem herhaaldelijk in een stoel elektrische schokken waren gegeven. Een student rechten, Fadi Bakr genaamd, getuigde eveneens op een elektrische stoel te zijn gemarteld.

### Seksueel misbruik
In Teiman werden gevangenen vaak ontkleed en systematisch seksueel misbruikt. Er was sprake van het aanraken van en slaan op de geslachtsdelen en het inbrengen van allerlei materialen in de anus. 
Al-Hamlawi vertelde van een vrouwelijke officier die twee soldaten opdracht gaf zijn rectum tegen een gemonteerde metalen staaf te drukken en hem zo seconden lang te verkrachten. In een uitgelekt UNRWA-rapport getuigde iemand te zijn gedwongen op een hete metalen stok te zitten en dat een andere gedetineerde was overleden nadat een elektrische stok in zijn anus was aangebracht.
Gevangene Kh. F. zei dat er door bewakers in de "discokamer" met een metaaldetector over zijn geslachtsdelen werd gegaan en dat ze trachtten deze in zijn rectum te stoppen. Bij A. K. werd hard op zijn geslachtsdelen gedrukt en door de kleding heen een stok in zijn anus gestoken. Gevangene A. H. vertelde met vier anderen geblinddoekt naar de doucheruimte te zijn gebracht, daar ontdaan van hun broek, waarna zij ongenadig met stokken werden geslagen en getracht werd een staaf in hun rectum te steken. Ze dreigden hen met castratie.,p.19

### Gebruik van politiehonden
In Teiman worden regelmatig afgerichte politiehonden op gevangenen losgelaten om hen angst aan te jagen.
Honden werden op de rug van ontklede en geboeide personen geleid en ze blaften in het oor. De honden urineerden ook op de geboeide gedetineerden. Bewakers lieten ook honden hun behoeften doen op gevangenen. In één geval stak een soldaat eerst zijn vingers in de anus van een gevangene, liet een hond zijn behoefte doen en liet de gevangene een hele nacht erop liggen. Een hond viel een gevangene aan en scheurde zijn duimnagel af.,p.24 Er zijn  gevallen gerapporteerd waarbij honden op naakte gevangenen werden losgelaten om ze aan hun genitaliën te laten knabbelen of likken en seksuele bewegingen te maken.
In een interview op Al Jazeera, uitgezonden in oktober 2024, zei een ex-gevangene dat het ergste wat hij in Sede Teiman had meegemaakt was, dat hij gedwongen getuige was van een mede-gevangene waarbij op de rug een lokstof werd gespoten, waarna een hond op zijn naakte onderlichaam werd gezet en hij letterlijk door de hond werd verkracht.

### Reacties van autoriteiten
Leidinggevende artsen beweerden tegenover de New York Times, nooit enig teken van marteling te hebben gezien en commandanten zeiden dat zij trachtten de gedetineerden zo humaan mogelijk te behandelen en dat minstens 12 soldaten waren weggestuurd wegens excessief gebruik van geweld. De IDF verklaarde dat berichten over systematisch misbruik evident onnauwkeurig of ongegrond waren.

## Overleden gedetineerden
Tussen 7 oktober 2023 en maart 2024 stierven er volgens Haaretz al 27 Palestijnen in Sede Teiman. Tot 15 juli 2024 stierven er in totaal minstens 53 Palestijnen in Israëlische gevangenschap. Daarvan kwamen er 44 uit Gaza, waarvan er 36 in Sede Teiman stierven. De meeste lichamen werden niet aan de familie overgedragen.,para.70, 101-110 Ten tijde van de gedeeltelijke sluiting en aangekondigde verkorting van de verblijftijd, zei de militaire politie op 3 juni 2024 dat er strafrechtelijk onderzoek was ingesteld naar de dood van 36 Palestijnse gedetineerden uit Gaza. Daarnaast naar twee doden in de martelgevangenis Anatot en twee die stierven tijdens transport en naar Gazanen die overleden in detentiecentra van de IPS. Het leger sprak van in totaal 48 onderzoeken, waarbij de meesten stierven in gevangenenschap of bij transport daarheen. Israël ontkende de aantijgingen van misbruik, maar weigerde de namen en verblijfplaats van en aanklachten tegen duizenden Gazanen die naar Israël waren overgebracht vrij te geven.

### Adnan al-Bursh
De prominente orthopedisch chirurg Adnan al-Bursh werd op 18 december 2023, samen met andere dokters en medisch personeel vanuit het Al-Awda Hospital  in Noord-Gaza door de IDF gegijzeld en weggevoerd naar Israël. De volgende dag werd hij naar Sede Teiman getransporteerd. Medegevangenen getuigden later, dat zij hem daar hadden gezien en hij kennelijk hevig was gemarteld en uitgehongerd en nog nauwelijks herkenbaar. Op 19 april 2024 werd hij van Sede Teiman naar de Ofer-gevangenis overgebracht. Daar werd hij volgens een door HaMoked gepubliceerde verklaring door de bewakers zonder enige medische behandeling met naakt onderlichaam op de binnenplaats van de gevangenis gegooid. Een paar minuten later stierf hij in het bijzijn van een mede-gevangene. Het lichaam wordt door Israël op een geheime plaats achtergehouden.